# دوري جامايكا الممتاز
دوري جامايكا الممتاز (بالإنجليزية: Jamaican National Premier League)‏ أو دوري ديجيسل الممتاز (بالإنجليزية: Digicel Premier League)‏ هو دوري كرة القدم للأندية الجامايكية من الدرجة الأولى. حاليًا يلعب إثنا عشر فريقًا في الدوري.

## الأندية الحالية
- نادي أرنت غاردنز
- بنفيكا (تأهل للدوري من الموسم الماضي)
- نادي بويز تاون
- نادي هاربور فيو (حاملوا اللقب)
- نادي همبيل ليونز
- نادي بورتمور يونايتد
- نادي رينو (تأهل للدوري من الموسم الماضي)
- سبورتينغ سنترال أكاديمي
- نادي سانت جورجز
- نادي تيفولي غاردنز
- نادي فيليدج يونايتد
- نادي ووتر هاوس